# 1875 en Nouvelle-Écosse
Chronologie de la Nouvelle-Écosse
- 1871
- 1872
- 1873
- 1874
- 1875
- 1876
- 1877
- 1878
- 1879

Cette page concerne des événements d'actualité qui se sont produits durant l'année 1875 dans la province canadienne de la Nouvelle-Écosse.

## Politique
- Premier ministre : William Annand puis Philip Carteret Hill (Parti libéral)
- Chef de l'Opposition : Hiram Blanchard puis Simon H. Holmes (Parti conservateur)
- Lieutenant-gouverneur : Adams George Archibald
- Législature : 26e (en)

## Événements

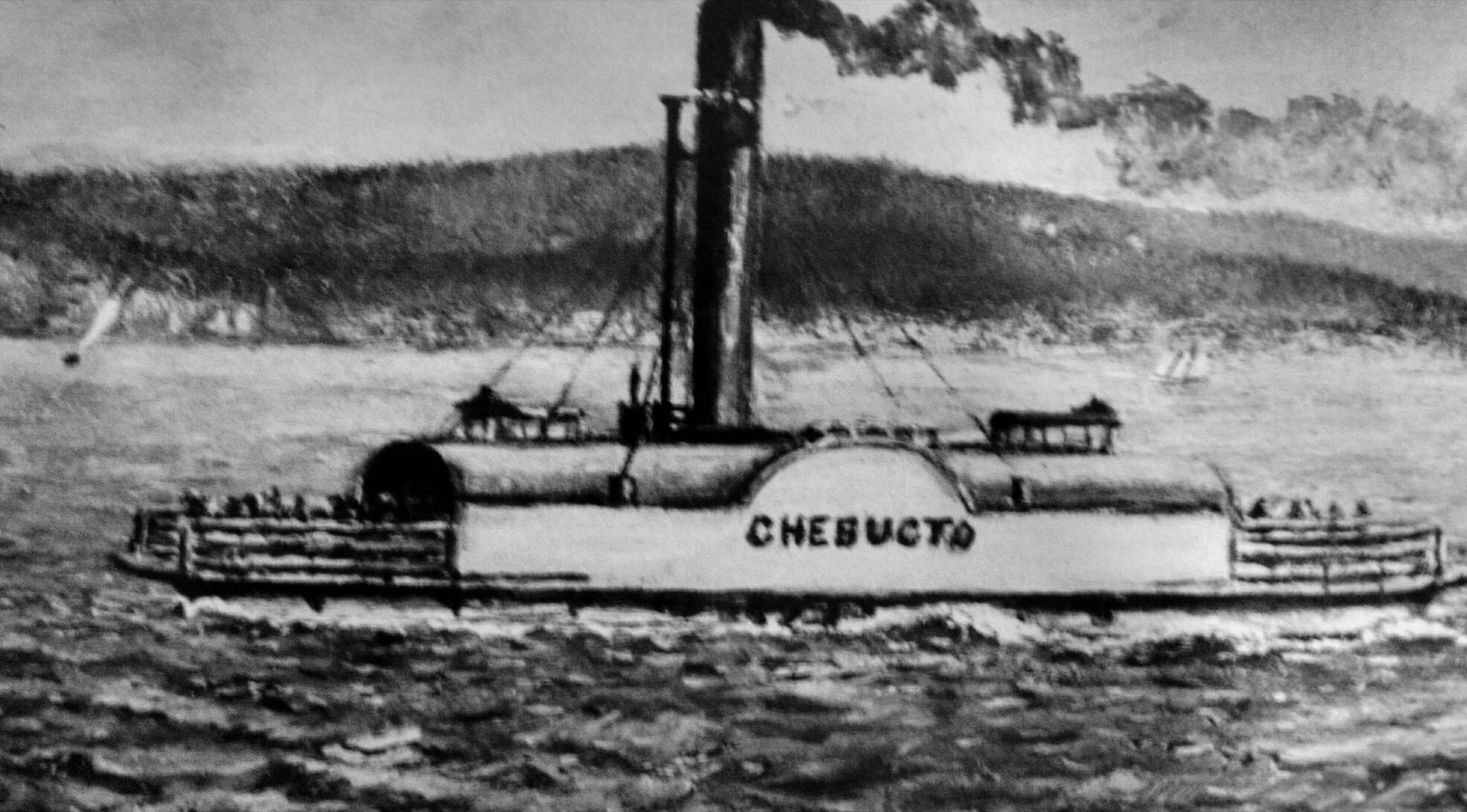
Le traversier Chebucto

- 28 avril : le libéral Barclay Edmund Tremaine (en) devient député fédéral de Victoria à la suite de la décision de la cour.